# Eremo dei Santi Benigno e Caro
L'Eremo dei Santi Benigno e Caro a Malcesine è il luogo dove si ritirarono per fare una vita ascetica i santi Benigno e Caro agli inizi del IX sec. durante il regno di Pipino.

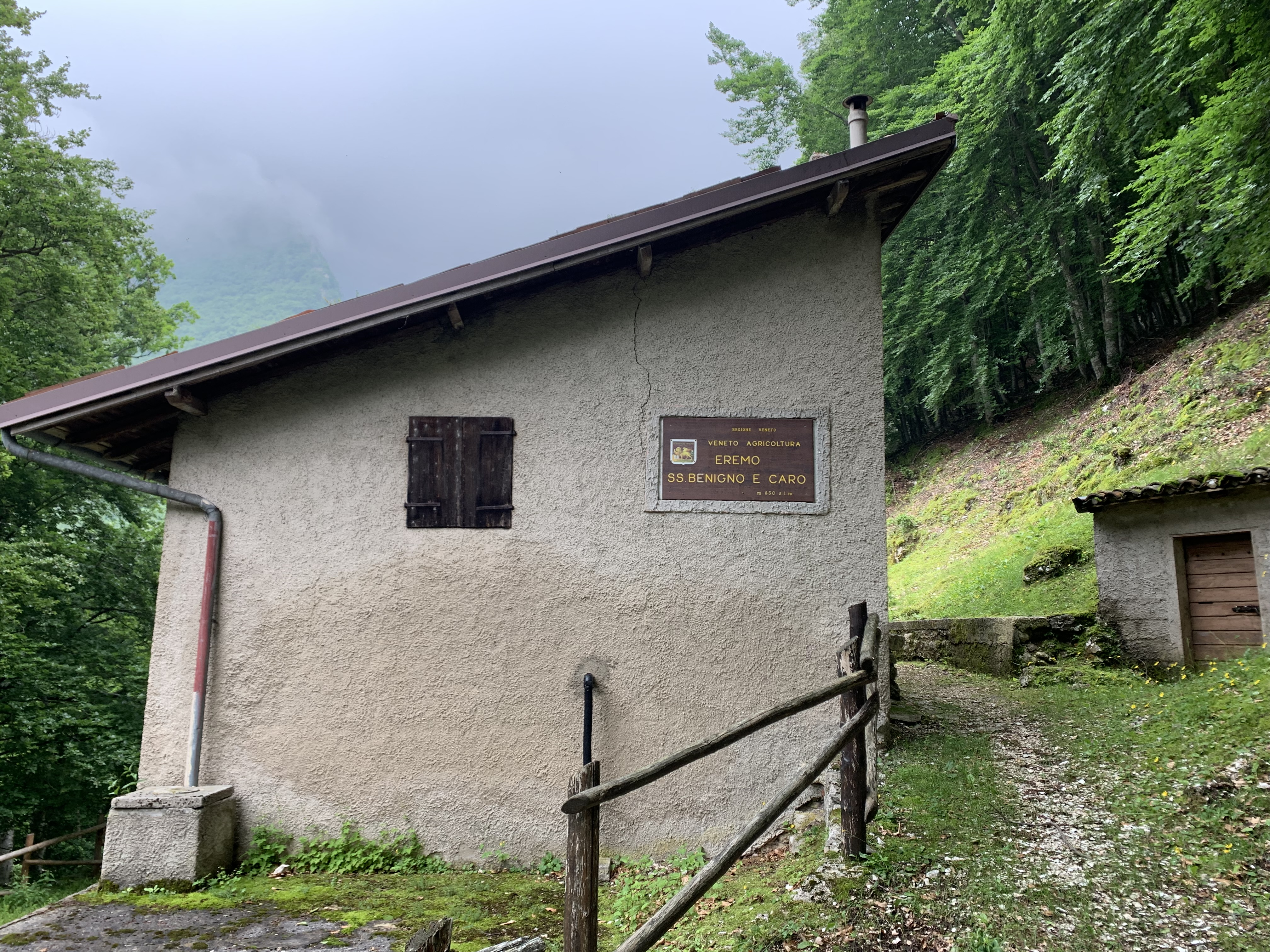
Eremo SS. Benigno e Caro, visione frontale dell'edificio, così come appare dopo l'intervento del 1969.

## Storia
Il riparo dove vivevano i santi era una caverna scavata nella roccia situata in una posizione panoramica a 834 m.s.l. ai piedi della “Pala" di San Zeno, lungo un vallone che dal Monte Baldo scende verso il lago di Garda (nella zona di Malcesine).
Qui i due vivevano dei prodotti del loro orticello, di frutti ed erbe selvatici e dei prodotti derivati dalle capre che allevavano. Secondo la tradizione popolare assieme a Benigno e Caro (discepolo del primo) viveva la sorella di uno dei due che di nome faceva Oliveta, la quale partecipava alla vita di preghiera e penitenza propria degli eremiti.
L'eremo divenne presto meta dei fedeli che vi giungevano desiderando prendere consiglio dalle due sante figure che lo abitavano. Tra questi visitatori risalta il re Pipino che spesso giunse per consultare Benigno.
Nei primi del Novecento il luogo fu oggetto di visita da parte del poeta e scrittore Berto Barbarani, il quale descrisse la chiesetta che sorge dove un tempo era l'eremo affermando che ancora vi era un eremita che lì viveva.

## Chiesa di San Zeno

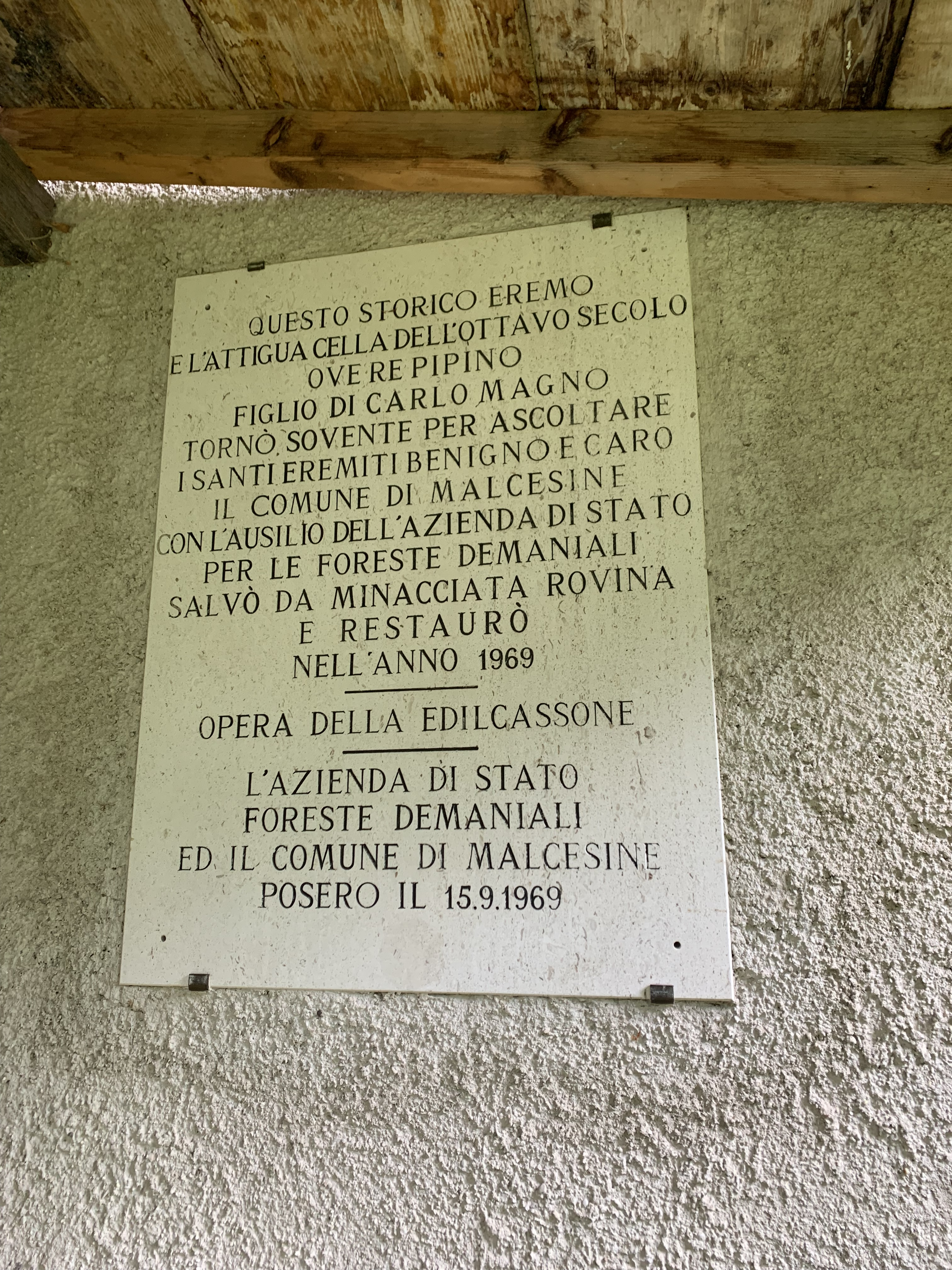
Eremo SS. Benigno e Caro, epigrafe commemorativa dei lavori del 1969.

Dove un tempo abitavano i due santi sorge una piccola chiesa dedicata a San Zeno, più volte ristrutturata nel corso dei secoli. La chiesa è coronata da una piccola croce nera, mentre nella lunetta posta sopra l'ingresso sono raffigurati i santi Benigno e Caro. San Zeno è scolpito in compagnia dei due eremiti in una complessa struttura in legno che trova luogo dietro all'altare.
Gli ultimi interventi di restauro che hanno interessato il luogo sono datati al 1969, quando venne costruito un piccolo rifugio adiacente alla chiesa.